# Elecciones regionales de Calabria de 2021
Las elecciones regionales de Calabria de 2021 se llevaron a cabo el 3 y 4 de octubre tras la disolución del parlamento regional luego de la muerte de la presidenta regional Jole Santelli. En ellas se eligió al presidente regional y a los treinta y un miembros del Consejo Regional.
Originalmente, las elecciones estaban programadas para el 14 de febrero de 2021, pero se retrasaron para el 11 de abril, y luego para octubre debido a la pandemia de coronavirus.

## Sistema electoral
Calabria es una región italiana con un estatuto ordinario. Tanto el consejo regional como su presidente son elegidos simultáneamente por cinco años por sufragio universal directo. Los 29 consejeros son elegidos por escrutinio proporcional plurinominal con listas abiertas, voto preferencial y un umbral electoral del 8%, mientras que el presidente es elegido por escrutinio mayoritario uninominal. Este último debe presentarse como candidato en una lista para el Consejo Regional.
La lista del presidente electo recibe inmediatamente una prima de gobernabilidad, llevando su cuota de escaños a un mínimo del 55% del total. A continuación, los escaños se distribuyen proporcionalmente a las distintas listas que han traspasado el umbral electoral, y a sus candidatos según los votos preferenciales que hayan recogido. El umbral del 8% se reduce al 4% para las listas que se presentan dentro de una coalición que ha cruzado el umbral inicial. Además, tanto el presidente electo como el candidato que quedó en segundo lugar en las elecciones a la presidencia se convierten en miembros ex officio del consejo, por lo que el total de concejeros llega a 31.

### Modalidades
El elector vota en la misma papeleta por un candidato a la presidencia y por una lista de partido. Tiene la posibilidad de expresar este voto de varias formas.
- O votar por una lista, en cuyo caso su voto también se suma a los del candidato presidencial apoyado por la lista. También tiene la posibilidad de emitir un voto preferencial por dos candidatos de su elección en la lista escribiendo sus nombres. En este caso, no debe escribir los nombres de dos candidatos del mismo sexo, ni un solo nombre.

- O votar solo por un candidato a la presidencia, en cuyo caso su voto no se extiende a su lista.

- O especificar su voto por un candidato y por una lista. Este último, sin embargo, debe ser uno de los que apoyan al candidato elegido.

### Distribución de escaños
| Provincias                  | Circ.                       | Escaños |  |
| Cosenza                     | Norte                       | 12      |  |
| Catanzaro                   | Centro                      | 10      |  |
| Crotona                     | Centro                      | 10      |  |
| Vibo Valentia               | Centro                      | 10      |  |
| Regio de Calabria           | Sur                         | 7       |  |
| Candidatos a la presidencia | Candidatos a la presidencia | 2       |  |
| Total                       | Total                       | 31      |  |

## Antecedentes
Tras la muerte de la presidenta Jole Santelli, ocurrida el 15 de octubre de 2020, las elecciones se programaron inicialmente dentro de los 60 días, según el estatuto regional. Sin embargo, debido a la pandemia de COVID-19, se pospusieron en un rango de tiempo entre febrero y abril del año siguiente.
El 10 de noviembre se disolvió el Consejo Regional. El 30 de noviembre, el presidente interino Antonino Spirlì (Lega), exvicepresidente de la junta de Santelli, emitió el decreto convocando a elecciones para el 14 de febrero de 2021.
El 31 de diciembre de 2020, el presidente interino dijo que no estaba seguro de la fecha de votación programada debido a la evolución de la pandemia de COVID-19.
El procedimiento para posponer la fecha de las elecciones se inició formalmente al día siguiente, que luego se acordó para el 11 de abril.
Justo en los días en que se estaban convocando los mítines electorales, el Consejo de Ministros aprobó un Decreto Ley (N.º 25 de 5 de marzo de 2021) que aplazaba todas las elecciones administrativas previstas para la fecha ordinaria de 2021, incluidas las elecciones de las Regiones con estatuto ordinario, también ya convocadas, para celebrarse entre el 15 de septiembre y el 15 de octubre.

## Partidos y candidatos
Esta es una lista de los partidos, y sus respectivos candidatos, que participarán en la elección.
| Partido político o alianza | Partido político o alianza   | Listas constituyentes                                       | Listas constituyentes                     | Resultados previos | Resultados previos | Candidato          | Candidato |
| Partido político o alianza | Partido político o alianza   | Listas constituyentes                                       | Listas constituyentes                     | Votos (%)          | Escaños            | Candidato          | Candidato |
| -------------------------- | ---------------------------- | ----------------------------------------------------------- | ----------------------------------------- | ------------------ | ------------------ | ------------------ | --------- |
|                            | Coalición de centroderecha   |                                                             | Forza Italia                              | 12,3               | 5                  | Roberto Occhiuto   |           |
|                            | Coalición de centroderecha   | Liga                                                        | 12,3                                      | 4                  |                    | Roberto Occhiuto   |           |
|                            | Coalición de centroderecha   | Hermanos de Italia                                          | 10,9                                      | 4                  |                    | Roberto Occhiuto   |           |
|                            | Coalición de centroderecha   | Unión de Centro                                             | 6,8                                       | 2                  |                    | Roberto Occhiuto   |           |
|                            | Coalición de centroderecha   | Nosotros con Italia (incl. PdF)                             | —                                         | —                  |                    | Roberto Occhiuto   |           |
|                            | Coalición de centroderecha   | Coraggio Italia                                             | —                                         | —                  |                    | Roberto Occhiuto   |           |
|                            | Coalición de centroderecha   | Forza Azzurri – Occhiuto Presidente                         | —                                         | —                  |                    | Roberto Occhiuto   |           |
|                            | Coalición de centroizquierda |                                                             | Partido Democrático                       | 15,2               | 5                  | Amalia Bruni       |           |
|                            | Coalición de centroizquierda | Movimiento 5 Estrellas                                      | 6,3                                       | –                  |                    | Amalia Bruni       |           |
|                            | Coalición de centroizquierda | Amalia Bruni Presidente – Calabria Segura                   | —                                         | —                  |                    | Amalia Bruni       |           |
|                            | Coalición de centroizquierda | Tesoro Calabria                                             | 5,2                                       | –                  |                    | Amalia Bruni       |           |
|                            | Coalición de centroizquierda | Partido Socialista Italiano                                 | —                                         | —                  |                    | Amalia Bruni       |           |
|                            | Coalición de centroizquierda | Europa Verde                                                | —                                         | —                  |                    | Amalia Bruni       |           |
|                            | Coalición de centroizquierda | Partido Animalista – Demócratas Progresistas (incl. Art. 1) | —                                         | —                  |                    | Amalia Bruni       |           |
|                            | Coalición De Magistris       |                                                             | Democracia y Autonomía                    | —                  | —                  | Luigi De Magistris |           |
|                            | Coalición De Magistris       | De Magistris Presidente                                     | —                                         | —                  |                    | Luigi De Magistris |           |
|                            | Coalición De Magistris       | Unidos con De Magistris                                     | —                                         | —                  |                    | Luigi De Magistris |           |
|                            | Coalición De Magistris       | Por Calabria con De Magistris                               | —                                         | —                  |                    | Luigi De Magistris |           |
|                            | Coalición De Magistris       | Otra Calabria es Posible (incl. SI)                         | —                                         | —                  |                    | Luigi De Magistris |           |
|                            | Coalición De Magistris       | Calabria Resistente y Solidaria (incl. PaP, PCI)            | —                                         | —                  |                    | Luigi De Magistris |           |
|                            | Coalición Oliverio           |                                                             | Oliverio Presidente – Identidad Calabresa | —                  | —                  | Mario Oliverio     |           |

## Encuestas de opinión
| Fecha             | Encuestadora  | Muestra | Occhiuto       | Bruni | De Magistris | Oliverio | Indecisos | Dif. |      |      |     |      |      |
| ----------------- | ------------- | ------- | -------------- | ----- | ------------ | -------- | --------- | ---- | ---- | ---- | --- | ---- | ---- |
| Fecha             | Encuestadora  | Muestra | 12–15 Sep 2021 | Noto  | 1.000        | 46,0     | Indecisos | Dif. | 30,0 | 19,0 | 5,0 | 34,0 | 16,0 |
| 12–14 Sep 2021    | Winpoll       | 1.000   | 39,4           | 39,2  | 18,9         | 2,5      | —         | 0,2  |      |      |     |      |      |
| 8–10 Sep 2021     | EMG           | 1.000   | 48,0           | 30,0  | 19,0         | 3,0      | —         | 18,0 |      |      |     |      |      |
| 7 Sep 2021        | Opinio Italia | 1.000   | 46,0           | 26,0  | 18,0         | 10,0     | —         | 20,0 |      |      |     |      |      |
| 25-28 Ago 2021    | Winpoll       | 1.000   | 39,2           | 37,1  | —            | —        | —         | 2,1  |      |      |     |      |      |
| 5-6 Ago 2021      | EMG           | —       | 47,0           | 26,0  | 18,0         | —        | —         | 21,0 |      |      |     |      |      |
| 30 Jul-4 Ago 2021 | Winpoll       | —       | 35,8           | 36,3  | —            | —        | —         | 0,5  |      |      |     |      |      |

## Resultados
|                                                        |                                    |           |        |         |                                              |                                           |         |        |         |
| Candidatos                                             | Candidatos                         | Votos     | %      | Escaños | Partidos                                     | Partidos                                  | Votos   | %      | Escaños |
|                                                        | Roberto Occhiuto                   | 431.675   | 54,46  | 1       |                                              | Forza Italia                              | 131.882 | 17,31  | 7       |
|                                                        | Roberto Occhiuto                   | 431.675   | 54,46  | 1       | Hermanos de Italia                           | 66.277                                    | 8,70    | 4      |         |
|                                                        | Roberto Occhiuto                   | 431.675   | 54,46  | 1       | Liga                                         | 63.459                                    | 8,33    | 4      |         |
|                                                        | Roberto Occhiuto                   | 431.675   | 54,46  | 1       | Forza Azzurri – Occhiuto Presidente          | 61.828                                    | 8,11    | 2      |         |
|                                                        | Roberto Occhiuto                   | 431.675   | 54,46  | 1       | Coraggio Italia                              | 43.159                                    | 5,66    | 2      |         |
|                                                        | Roberto Occhiuto                   | 431.675   | 54,46  | 1       | Unión de Centro                              | 34.923                                    | 4,58    | 1      |         |
|                                                        | Roberto Occhiuto                   | 431.675   | 54,46  | 1       | Nosotros con Italia                          | 23.138                                    | 3,04    | –      |         |
| Total                                                  | Total                              | 431.675   | 54,46  | 1       | 424.666                                      | 55,72                                     | 20      |        |         |
|                                                        | Amalia Bruni                       | 219.389   | 27,68  | 1       |                                              | Partido Democrático                       | 100.437 | 13,18  | 5       |
|                                                        | Amalia Bruni                       | 219.389   | 27,68  | 1       | Movimiento 5 Estrellas                       | 49.414                                    | 6,48    | 2      |         |
|                                                        | Amalia Bruni                       | 219.389   | 27,68  | 1       | Amalia Bruni Presidente – Calabria Segura    | 28.733                                    | 3,77    | –      |         |
|                                                        | Amalia Bruni                       | 219.389   | 27,68  | 1       | Tesoro Calabria                              | 17.358                                    | 2,38    | –      |         |
|                                                        | Amalia Bruni                       | 219.389   | 27,68  | 1       | Partido Socialista Italiano                  | 7.024                                     | 0,92    | –      |         |
|                                                        | Amalia Bruni                       | 219.389   | 27,68  | 1       | Europa Verde                                 | 3.755                                     | 0,49    | –      |         |
|                                                        | Amalia Bruni                       | 219.389   | 27,68  | 1       | Partido Animalista – Demócratas Progresistas | 2.259                                     | 0,30    | –      |         |
| Total                                                  | Total                              | 219.389   | 27,68  | 1       | 208.980                                      | 27,42                                     | 7       |        |         |
|                                                        | Luigi De Magistris                 | 128.204   | 16,17  | –       |                                              | De Magistris President                    | 39.338  | 5,16   | 2       |
|                                                        | Luigi De Magistris                 | 128.204   | 16,17  | –       | Democracia y Autonomía                       | 25.929                                    | 3,40    | –      |         |
|                                                        | Luigi De Magistris                 | 128.204   | 16,17  | –       | Otra Calabria es Posible                     | 18.235                                    | 2,39    | –      |         |
|                                                        | Luigi De Magistris                 | 128.204   | 16,17  | –       | Unidos con De Magistris                      | 12.390                                    | 1,63    | –      |         |
|                                                        | Luigi De Magistris                 | 128.204   | 16,17  | –       | Por Calabria con De Magistris                | 10.547                                    | 1,38    | –      |         |
|                                                        | Luigi De Magistris                 | 128.204   | 16,17  | –       | Calabria Resistente y Solidaria              | 9.175                                     | 1,20    | –      |         |
| Total                                                  | Total                              | 128.204   | 16,17  | –       | 115.614                                      | 15,17                                     | 2       |        |         |
|                                                        | Mario Oliverio                     | 13.440    | 1,70   | –       |                                              | Oliverio Presidente – Identidad Calabresa | 12.838  | 1,68   | –       |
|                                                        |                                    |           |        |         |                                              |                                           |         |        |         |
| Votos inválidos                                        | Votos inválidos                    | 45.983    | 5,48   |         |                                              |                                           |         |        |         |
| Total candidatos                                       | Total candidatos                   | 792.708   | 100,00 | 2       | Total partidos                               | Total partidos                            | 762.098 | 100,00 | 29      |
| Votantes registrados/participación                     | Votantes registrados/participación | 1.890.732 | 44,36  |         |                                              |                                           |         |        |         |
| Fuente: Ministerio del Interior – Elección en Calabria |                                    |           |        |         |                                              |                                           |         |        |         |

| \| Voto popular \| Voto popular \| Voto popular \| Voto popular \| Voto popular \| \| --------------- \| --------------- \| ------------ \| ------------ \| ------------ \| \| \| \| \| \| \| \| FI \| FI \| \| 17.31 % \| 17.31 % \| \| PD \| PD \| \| 13.18 % \| 13.18 % \| \| FdI \| FdI \| \| 8.70 % \| 8.70 % \| \| Lega \| Lega \| \| 8.33 % \| 8.33 % \| \| Occhiuto \| Occhiuto \| \| 8.11 % \| 8.11 % \| \| M5S \| M5S \| \| 6.48 % \| 6.48 % \| \| Coraggio Italia \| Coraggio Italia \| \| 5.66 % \| 5.66 % \| \| De Magistris \| De Magistris \| \| 5.16 % \| 5.16 % \| \| UdC \| UdC \| \| 4.58 % \| 4.58 % \| \| Bruni \| Bruni \| \| 3.77 % \| 3.77 % \| \| DemA \| DemA \| \| 3.40 % \| 3.40 % \| \| NcI \| NcI \| \| 3.04 % \| 3.04 % \| \| Otros \| Otros \| \| 12.28 % \| 12.28 % \| |                 |  |         |         |
| Voto popular |                 |  |         |         |
| |                 |  |         |         |
| FI | FI              |  | 17.31 % | 17.31 % |
| PD | PD              |  | 13.18 % | 13.18 % |
| FdI | FdI             |  | 8.70 %  | 8.70 %  |
| Lega | Lega            |  | 8.33 %  | 8.33 %  |
| Occhiuto | Occhiuto        |  | 8.11 %  | 8.11 %  |
| M5S | M5S             |  | 6.48 %  | 6.48 %  |
| Coraggio Italia | Coraggio Italia |  | 5.66 %  | 5.66 %  |
| De Magistris | De Magistris    |  | 5.16 %  | 5.16 %  |
| UdC | UdC             |  | 4.58 %  | 4.58 %  |
| Bruni | Bruni           |  | 3.77 %  | 3.77 %  |
| DemA | DemA            |  | 3.40 %  | 3.40 %  |
| NcI | NcI             |  | 3.04 %  | 3.04 %  |
| Otros | Otros           |  | 12.28 % | 12.28 % |

| \| Presidente \| Presidente \| Presidente \| Presidente \| Presidente \| \| ------------ \| ------------ \| ---------- \| ---------- \| ---------- \| \| \| \| \| \| \| \| Occhiuto \| Occhiuto \| \| 54.46 % \| 54.46 % \| \| Bruni \| Bruni \| \| 27.68 % \| 27.68 % \| \| De Magistris \| De Magistris \| \| 16.17 % \| 16.17 % \| \| Oliverio \| Oliverio \| \| 1.70 % \| 1.70 % \| |              |  |         |         |
| Presidente |              |  |         |         |
| |              |  |         |         |
| Occhiuto | Occhiuto     |  | 54.46 % | 54.46 % |
| Bruni | Bruni        |  | 27.68 % | 27.68 % |
| De Magistris | De Magistris |  | 16.17 % | 16.17 % |
| Oliverio | Oliverio     |  | 1.70 %  | 1.70 %  |

| \| Porcentaje de escaños \| Porcentaje de escaños \| Porcentaje de escaños \| Porcentaje de escaños \| Porcentaje de escaños \| \| --------------------- \| --------------------- \| --------------------- \| --------------------- \| --------------------- \| \| \| \| \| \| \| \| Centroderecha \| Centroderecha \| \| 67.74 % \| 67.74 % \| \| Centroizquierda \| Centroizquierda \| \| 25.81 % \| 25.81 % \| \| De Magistris \| De Magistris \| \| 6.45 % \| 6.45 % \| |                 |  |         |         |
| Porcentaje de escaños |                 |  |         |         |
| |                 |  |         |         |
| Centroderecha | Centroderecha   |  | 67.74 % | 67.74 % |
| Centroizquierda | Centroizquierda |  | 25.81 % | 25.81 % |
| De Magistris | De Magistris    |  | 6.45 %  | 6.45 %  |

### Participación
| Región                                                                                                | Hora      | Hora      | Hora      | Hora    |
| Región                                                                                                | Domingo 3 | Domingo 3 | Domingo 3 | Lunes 4 |
| Región                                                                                                | 12:00     | 19:00     | 23:00     | 15:00   |
| --- | --------- | --------- | --------- | ------- |
| Calabria                                                                                              | 7,41%     | 22,67%    | 30,87%    | 44,36%  |
| Provincia                                                                                             | Hora      | Hora      | Hora      | Hora    |
| Provincia                                                                                             | Domingo 3 | Domingo 3 | Domingo 3 | Lunes 4 |
| Provincia                                                                                             | 12:00     | 19:00     | 23:00     | 15:00   |
| Catanzaro                                                                                             | 8,41%     | 24,96%    | 33,39%    | 46,79%  |
| Cosenza                                                                                               | 7,69%     | 22,85%    | 31,04%    | 44,14%  |
| Crotona                                                                                               | 6,73%     | 20,08%    | 27,07%    | 36,93%  |
| Regio de Calabria                                                                                     | 6,93%     | 22,41%    | 31,04%    | 45,40%  |
| Vibo Valentia                                                                                         | 6,22%     | 20,38%    | 27,89%    | 41,35%  |
| Fuente: Ministerio del Interior – Participación Archivado el 3 de octubre de 2021 en Wayback Machine. |           |           |           |         |